# Yukino Otani
Yukino Otani (* 12. Januar 1990) ist eine ehemalige japanische Kugelstoßerin.

## Sportliche Laufbahn
Ihren einzigen internationalen Auftritt hatte Yukino Otani im Jahr 2011, als sie bei den Asienmeisterschaften in Kōbe mit einer Weite von 14,88 m den sechsten Platz belegte. In diesem Jahr wurde sie auch japanische Meisterin.